# Bernard Hoffmeister
Bernard Hoffmeister (* 1989 in Leipzig) ist ein deutscher Slam-Poet, Autor und Moderator.

## Biografie
Hoffmeister studierte von 2008 bis 2011 Philosophie, Künste und Medien an der Universität Hildesheim mit dem Abschluss Bachelor. Seinen Master in Medienkulturanalyse erreichte er 2015 an der Universität Düsseldorf. Er ist seit 2011 deutschlandweit als Teilnehmer von Poetry Slams unterwegs, 2012 nahm er in Osnabrück an den niedersächsisch-bremischen Slam-Landesmeisterschaften teil. Beim nordrhein-westfälischen Pendant, dem NRW-Slam, war er 2012, 2014, 2015, 2017 und 2018 als Poet mit dabei. Inzwischen moderiert und organisiert er diverse eigene (Literatur-)Veranstaltungen im Raum Düsseldorf wie etwa den Pitcher Poetry Slam oder den Best Of-Slam . Darüber hinaus gibt er Workshops zum Thema Kreatives Schreiben.  2013 wurde sein Text "Unruhestift" auf dem Portal Podcastpoesie vorgestellt. 2015 moderierte er den Poetry.Slam.Europa im NRW Forum. Hoffmeister ist einer der Organisatoren der deutschsprachigen Slam-Meisterschaften 2017 in Hannover. 2020 richtete er diese Meisterschaften erneut in Düsseldorf aus und moderierte das Teamfinale. Gemeinsam mit Johannes Floehr richtete er im Mai 2018 die nordrhein-westfälischen U20-Meisterschaften im Poetry Slam in Krefeld aus. Ein weiteres gemeinsames Projekt heißt Unnützes Slamwissen, bei dem die beiden Fakten und Kuriositäten aus der Poetry Slam-Szene sammeln. Einige Recherchearbeiten Hoffmeisters dazu sind 2017 in Poetry Slam – das Handbuch (Lektora-Verlag) veröffentlicht worden.
Seit 2018 betreibt er zusammen mit Henning Chadde die Lesebühne Literaturensöhne in der Faust in Hannover.
Seit der vierten Ausgabe (2012) ist er Herausgeber des einmal jährlich erscheinenden Düsseldorfer Literaturmagazins S/ash, bei der jede Ausgabe unter einem besonderen Thema steht. Dort wurden unter anderem Texte von Sebastian 23, Fabian Navarro, Jason Bartsch, Laurin Buser, Tobias Kunze, Patrick Salmen und Wolf Hogekamp veröffentlicht.
2020 veröffentlichte er auf der Literaturplattform Tegel Media, einem Gemeinschaftsprojekt von Leif Randt und Jakob Nolte, den Text Crack. Im Oktober 2019 sagte er der NRZ, dass sein nächstes Ziel sein Debütroman sei.
Hoffmeister ist auch als Autor von Quizfragen für TV-Quizshows wie Gefragt – gejagt tätig. Im Düsseldorfer Pitcher veranstaltet er bis 2018 gemeinsam mit seinem Bruder Tobias Hoffmeister, ebenfalls TV-Quizfragen-Autor, das Kneipenquiz Wer wird Altmeister?.
2019 berichtete er für Die Zeit, wie der Arbeitsalltag als Stammautor von Gefragt – Gejagt aussieht.
Hoffmeister lebt und arbeitet seit 2011 in Düsseldorf.

## Veröffentlichungen (Auswahl)
- Bernard Hoffmeister: Unruhestift. Podcastpoesie, 2013.
- David Kreitz (Hrsg.): Scribere: Was bedeutet Schreiben? Optimus Mostafa Verlag, 2013, ISBN 978-3-86376-057-1.
- STURZ/FLUG S/ASH #5. S/ASH e.V., 2014.
- NACHT/AKTIV S/ASH #6. S/ASH e.V., 2016.
- Karsten Strack (Hrsg.): Poetry Slam – das Handbuch. Lektora-Verlag, 2017, ISBN 978-3-95461-094-5.
- Bernard Hoffmeister: Crack. Tegel Media, 2020.
- Johannes Floehr/Andre Lux (Hrsg.): Abendkasse: Eure schlimmsten Bühnenstorys. Lektora-Verlag, 2021, ISBN 978-3-95461-203-1.